# 閑さや岩にしみ入る蝉の声
閑さや岩にしみ入る蝉の声（しずかさや いわにしみいる せみのこえ）は、松尾芭蕉が元禄2年5月27日（1689年7月13日）に出羽国（現在の山形市）の立石寺（山寺）に参詣した際に詠んだ発句。『奥の細道』に収録されている。随伴した河合曾良が記した『随行日記』では、山寺や石にしみつく蝉の声とされている。『奥の細道』の中でも秀吟の詩として知られている。

## 論争
1926年、歌人の斎藤茂吉はこの句に出てくる蝉についてアブラゼミであると断定し、雑誌『改造』の同年9月号に書いた「童馬山房漫筆」に発表した。これをきっかけに蝉の種類についての文学論争が起こった。1927年、岩波書店の岩波茂雄は、この件について議論すべく、神田にある小料理屋「末花」にて一席を設け、茂吉をはじめ安倍能成、小宮豊隆、中勘助、河野与一、茅野蕭々、野上豊一郎といった文人を集めた。
アブラゼミと主張する斎藤に対し、小宮は「閑さ、岩にしみ入るという語はアブラゼミに合わないこと」、「元禄2年5月末は太陽暦に直すと7月上旬となり、アブラゼミはまだ鳴いていないこと」を理由にこの蝉はニイニイゼミであると主張し、大きく対立した。この詳細は1929年の『河北新報』に寄稿されたが、科学的問題も孕んでいたため決着はつかず、持越しとなったが、その後、斎藤は実地調査などの結果をもとに1932年6月、誤りを認め、芭蕉が詠んだ詩の蝉はニイニイゼミであったと結論付けた。
ちなみに7月上旬というこの時期、山形に出る可能性のある蝉としては、エゾハルゼミ、ニイニイゼミ、ヒグラシ、アブラゼミがいる。